# Грининг, Джастина
Джастин Грининг (англ. Justine Greening; род. 30 апреля 1969, Ротерем, Великобритания) — британский политик от Консервативной партии, с 2012 года — Министр международного развития Великобритании в первом и втором кабинете Дэвида Кэмерона, министр образования и министр по делам женщин и равных возможностей в первом и втором кабинетах Терезы Мэй (2016—2018).

## Политическая карьера
Окончила в Ротереме среднюю школу Oakwood High School, затем Саутгемптонский университет и Лондонскую школу бизнеса.
В ходе парламентских выборов 2005 года Грининг одержала сенсационную победу в избирательном округе Патни в Большом Лондоне над лейбористом и миллионером Тони Колманом, представив новый образ консервативного политика (журналисты отмечали, что ей могло сыграть на руку даже такое обстоятельство, как обучение в государственной средней школе). В 2010 году победила в том же округе с результатом 52 % голосов.
13 мая 2010 года назначена экономическим секретарём Казначейства (эта должность не давала Грининг права участвовать в заседаниях кабинета Кэмерона), но уже 14 октября 2011 года стала полноправным членом правительства, получив портфель министра транспорта. В период нахождения Грининг в этой должности в Лондоне состоялись Олимпийские игры, в ходе которых она публично призвала граждан Великобритании сократить до минимума поездки в столицу, ввиду возникших там транспортных проблем.
4 сентября 2012 года Джастина Грининг стала министром международного развития Великобритании с задачей выполнить обещание, сделанное её предшественником в этой должности Эндрю Митчеллом — к 2013 году довести расходы британского бюджета на финансирование международных программ экономической помощи до 0,7 % ВНП.
Выборы 2015 года принесли Грининг новую победу в округе Патни — она получила поддержку 53,8 % избирателей, а сильнейшая из соперников, лейбористка Шейла Бозуэлл (Sheila Boswell) — 30 %.
По итогам этих выборов Консервативная партия добилась абсолютного большинства в Палате общин, и 11 мая 2015 года Дэвид Кэмерон сформировал однопартийное правительство, которое пришло на смену его коалиционному кабинету. Джастина Грининг сохранила в нём портфель министра международного развития.
13 июля 2016 года Дэвид Кэмерон ушел в отставку с должности премьер-министра в связи с итогами референдума о членстве Британии в Евросоюзе, на котором британцы проголосовали за выход Великобритании из ЕС. Преемником Кэмерона стала министр внутренних дел Великобритании Тереза Мэй, а в её новом кабинете Грининг 14 июля 2016 года была назначена министром образования и министром по делам женщин и равных возможностей.
8 января 2018 года после двухчасового собеседования в резиденции премьер-министра отказалась от перемещения на должность министра труда и пенсий и ушла в отставку. 3 сентября 2019 года Грининг объявила, что не будет баллотироваться от Консервативной партии на ближайших выборах. С того момента, как Грининг вышла из парламента, она является ведущим голосом Великобритании в вопросах равенства возможностей и социальной мобильности.

## Личная жизнь
В прошлом у Грининг была связь с консервативным политиком Марком Кларком, которого в 2015 году исключили из партии после обвинений в пьянстве, употреблении наркотиков, запугивании и шантаже. В июне 2016 года сообщила в своём Твиттере, что у неё роман с женщиной.